# 哈萨克斯坦参议院
哈萨克斯坦参议院（Қазақстан Парламентінің Сенаты ) 是哈萨克斯坦议会两院中的上议院。每个州及三个直辖市（阿拉木图、努尔苏丹、奇姆肯特）各有两名参议员。
参议院议员由无记名投票间接选举产生，每三年改选半数议席，另有10名成员由哈萨克斯坦总统任命，以确保参议院具有广泛的民族代表性。每届参议院议员的任期为六年。